# 実孝
実孝（じっこう、明応4年（1495年）- 天文22年1月26日（1553年2月8日）は戦国時代の浄土真宗の僧。本善寺住持。本願寺第8世法主蓮如の12男。母は畠山政栄の娘蓮能。妻は蓮芸の娘妙宗（南向）。子に証祐、証珍室。諱は兼成、のち兼継。侍従。

## 生涯
明応3年（1495年）、本願寺8代目法主蓮如と5番目の夫人蓮能尼との間に生まれる。幼少期は大坂御坊に寄り母蓮能尼の元で養育された。永正2年（1505年）に出家し、大和飯貝本善寺の住持に任じられる。諱は当初兼成と名乗ったがのち兼継に改名、法名も実玄と名乗った後に実孝へと改名した。
翌永正3年（1506年）に起きた河内国錯乱では遠く離れた大和にいた事で蓮能尼の生んだ男児の中では加賀にいた兄実悟（蓮如10男）と実孝の二人だけが連座を免れた。ただ、当初の扱いは蓮如一門として良いものとはいえず、かねてより実円（9世法主実如四男、三河本宗寺住持）の勢力の大和進出に悩まされていた。
筆才に富み、永正15年（1518年）に母蓮能尼が没した際に「能尼往生記」、大永5年（1525年）には実如の死に際して「実如上人闍維中陰録」などを多くの記録を後世に残す。享禄4年（1531年）の享禄の錯乱で破門され、行く宛をなくした兄実悟を一時期本善寺に匿っていた。天文20年（1551年）、弟実従（蓮如13男）と共に法印の叙任を受ける。
天文22年（1553年）1月26日没。享年59。没するまで長らく吉野地方の門徒の指導・統制に尽力した。死後、本善寺の住持は長男証祐が継承したが翌天文23年（1554年）に18歳で早世し、実孝の血統は断絶した。その為、本善寺は娘婿であり実孝が生前より目をかけていた証珍（実従2男）が継承することになった。

## 主な著書
- 「能尼往生記」
- 「実如上人闍維中陰録」
- 「蓮芸葬中陰記」
- 「実賢葬中陰記」
- 「蓮淳葬送中陰記」
- 「皆成院実者書」